# 燕三条LSA共同開発プロジェクト
燕三条LSA共同開発プロジェクト（つばめさんじょうLSAきょうどうかいはつプロジェクト）は、新潟県燕三条地域の企業群によって進められている軽量スポーツ航空機（LSA）の開発事業。

## 経緯
吉田宗玄を社長とするATRヤマトが、2007年（平成19年）の設立以来単独で進めてきたLSAの研究開発を前身として、燕三条地場産業振興センター内の「航空機産業参入研究会」の分科会とする形で、2012年（平成24年）春にプロジェクトが開始された。日本におけるLSA開発の試みとしては先駆的なものとされる。開発にはATRヤマトを中心に、ツバメックス、小林製作所、戸塚金属工業、ミッド、ミノルプレス工業所の計6社が参加している。また、空力設計には富士重工業や川崎重工業、新明和工業のOBが外部協力エンジニアとして携わっている。
2008年（平成20年）3月21日には紙製のLSAの原寸大モックアップが公開され、2012年11月12日には中之島県央ラジコンクラブの協力のもと、信濃川河川敷の中之島ラジコンスポーツ広場にて1/3スケールのLSAの無線操縦実験機が初飛行した。その後は、無線操縦実験機の試験飛行に加えてLSAの試作1号機の製作が開始され、2013年（平成25年）6月には詳細設計に着手。2015年（平成27年）度までにメインフレーム、主翼および尾翼、ランディングギアの製作と組立などが完了しているが、2016年（平成28年）を予定していた試作機の初飛行は遅れ、2025年（令和7年）の時点でもATRヤマトにて製作途中の段階にあるとともに、設計などに認められた問題点を解消した2機目（2次試作機）の製作準備も進められている。なお、2015年と2024年（令和6年）には「燕三条ものづくりメッセ」で、2017年（平成29年）にはATRヤマトの社屋前で製作途中の試作機が展示されている。

## 機体
プロジェクトで最初に開発されたLSA「ACR-3-A160」は、日本におけるLSA関連の法整備の遅れもあって、北米市場を主なターゲットと見据えている。日本国内で飛行させる場合は「試験飛行」のみが可能とされる。市販の際にはキットプレーンとして販売され、価格は80,000ドル（約1,200万円）以下を予定している。　
「入門機」「シンプルかつ低コスト」といったコンセプトに沿って開発されてい
る。機体は低翼単葉、胴体では繊維強化プラスチック（FRP）製ボディ、翼ではダクロン布張りでアルミニウム合金製のフレームを覆い、エッチ・ケー・エス製の小型エンジンを装備した純国産機で、東京 - 大阪間を飛行できる程度の航続力を持つ。大面積の垂直尾翼の下方には、水平尾翼の補強を兼ねた水平板を備える。コンテナに収めた状態でトラックで輸送できるよう、主翼は容易に取り外せるようになっており、着脱機能と構造の簡略化を同時に実現すべく、燃料タンクは胴体内に置かれている。また、アビオニクスなども快適性よりもシンプルさに重きを置いたものが選択されている。
2次試作機では、エッチ・ケー・エス製エンジンの生産終了に伴うエンジンの変更に加えて、日本のLSA関連法規の対象から外れるべく、搭乗者の脚を離着陸に用いる「フットランチド」をオプションとして可能にすることも検討されている。

## 諸元（ACR-3-A160）
出典：「株式会社ATRヤマト」、「「日本発の新ジャンル航空機」実現なるか！？」 2頁、「LSA開発」。
- 全長：約6 m
- 翼幅：約8.3 m
- 全高：約2.4 m
- 乾燥重量：約250 kg
- 総重量：450 kg
- エンジン：HKS 700E（英語版） 空冷水平対向2気筒[18]（80 hp）× 1
- 最大速度：145 km/hr
- 巡航速度：130 km/hr[7]あるいは160 km/h[5]
- 航続距離：400 km以上
- 乗員：2名